# Steelheart
Steelheart – amerykański glammetalowy zespół muzyczny założony w 1983 roku.

## Historia
Początkowo zespół działał pod nazwą Red Alert w składzie:Michael Matijevic, Chris Risola, James Ward i Frank Dicostanzo. Członkowie zespołu przeprowadzili się do Los Angeles i podpisali kontrakt z MCA Records już jako Steelheart.
Zespół wydał pierwszy album w 1991 roku. Już pierwszego dnia tylko w Japonii album sprzedał się w liczbie 33 000 kopii i szybko uzyskał status platynowej płyty. Ballada She's Gone trafiła na pierwsze miejsce międzynarodowej listy przebojów i pozostała na nim przez 17 tygodni. Kolejny singel I'll Never Let You Go (Angel Eyes) osiągnął 23. miejsce na liście Billboard 200. Sam album znalazł się na 40. miejscu listy Billboard.
W 1992 podczas koncertu na McNichol's Arena w Denver, Matijevic próbując wspiąć się na kran oświetleniowy, został uderzony w głowę przez ważącą pół tony, konstrukcję. Doznał urazu nosa, żuchwy, czaszki i kręgosłupa. Zdiagnozowano u niego Urazowe uszkodzenie mózgu. Zespół został zawieszony na czas niekreślony.
W 1995 roku Michael Matijevic reaktywował zespół w nowym składzie, wraz z którym wydał kolejny album Wait. W wielu krajach Azji singel Wait znalazł się na 1. miejscu lokalnych list przebojów. W 2001 roku Matijevic użyczył swojego głosu (partie śpiewu) Markowi Wahlbergowi grającego w filmie Rock Star.
W 2017 roku zespół zapowiedział wydanie swojego piątego albumu, Through Worlds of Stardust.

## Obecny skład zespołu
- Michael Matijevic – śpiew, gitara rytmiczna, gitara akustyczna, pianino (1990–1992, 1996, od 2006)
- Uros Raskovski – gitara prowadząca (2006, 2008, 2009–2010, od 2014)
- Rev Jones – gitara basowa (od 2007)
- Mike Humbert – perkusja (od 2006)

### Dawni członkowie
- Chris Risola – gitara prowadząca (1990–1992, 2006–2014))
- Bill Lonero – gitara prowadząca (2008)
- Kenny Kanowski – gitara prowadząca (1996)
- Frank DiConstanzo – gitara rytmiczna (1990–1992
- James Ward – gitara basowa (1990–1992, 1996)
- Vincent Mele – gitara basowa 1996
- John Fowler – perkusja (1990–1992)
- Alex Makarovich – perkusja (1996)

### Muzycy sesyjni
- Sigve Sjursen – gitara basowa (2006–2008)
- Edward Roth – instrumenty klawiszowe (2006–2008)

## Dyskografia
Źródło
| Albumy studyjne - Steelheart (1990) - Tangled In Reins (1992) - Wait (album) (1996) - Good 2b Alive (2008) - Through Worlds of Stardust (2017) | EP - Just A Taste (EP) (2006) |